# OU812 (album)
OU812 er Van Halens 8. album fra 1988. Den indeholder blandt andet hittet: "Finish what ya started".
Titlen har flere betydninger og referencer. Den ene er selve tallet ('Oh You ate one too'), men det er også en referencen til den amerikanske tv-soapserie Taxi og til en nummerplade i en Cheech & Chong-film.